# Кантариаз
Кантариаз (canthariasis, cantaridosis, син. кантариоз) — энтомоз, вызываемый жуками или их личинками.
Кантариозом человек заболевает при заглатывании с пищей личинок мучных хрущаков и других жуков — вредителей продовольственных запасов. При этом происходит случайный паразитизм.
При желудочно-кишечном кантариазе яйца и личинки мучного хрущака глотаются с хлебными злаками и овсяными хлопьями. Их живые личинки можно встретить экскрементах (Palmer, 1946). Признаки желудочно-кишечного кантариаза включали анорексию, рвоту и «колику», без диареи. В экскрементах обнаруживались живые личинки мучного хрущака Tenebrio molitor.
Мучной хрущак может также вызывать симптомы профессиональной аллергии у сенсибилизированных лиц; симптомы астмы, риноконъюнктивита, крапивницы (см. Инсектная аллергия, колеоптеризм).
Другие типы кантариаза характеризуются поражением яйцами и личинками жуков мочевых путей, глаз, носовой полости, кожи, уха, влагалища.
В Омане зарегистрировано 2 случая ушного кантариаза, вызванного Crasydactylus punctatus Guerin (Carabidae). Жук у пожилой женщины вошёл в среднее ухо и вызвал перцептивную тугоухость. Второй случай произошёл с 22-летним мужчиной, из уха которого был успешно удален тот же вид жука.
В уши может вползти Maladera matrida (см. Живые инородные тела).
В Индии описан случай выхода сформировавшихся жуков с мочой.
Cobbold описал 6 случаев случайного паразитизма личинками Blaps mortisaga.
Описаны случаи кантариаза и аллергии, вызванные жуками рода Trogoderma, такими как Trogoderma glabrum и T. ornatum, (сем. Dermestidae). Возникло расстройство пищеварения, боль. Заражение произошло при употреблении в пищу хлебных злаков. Жуки Dermestidae могут вызывать и аллергические реакции, затруднение дыхания.
Иногда кантариаз вызывают жуки Nitidula bipustulata. Большинство других случаев инвазию вызывают кладовые амбарные жуки отношение личинкам Dermestidce или Tenebrionida. Инвазия, вероятно, происходит вследствие потребления пищи из недостаточно приготовленных продуктов, содержащих живые яйца или мелкие личинки этих насекомых. Brumpt описал любопытный прецедент случайного паразитизма личинки, принадлежащей роду Necrobia. Эта личинка была извлечена из маленькой опухоли, несколько мм длиной, на поверхности конъюнктивы глаза. Личинки этого рода обычно живут в трупах.
В кишечнике могут паразитировать жуки-навозники (см. Скарабиаз). Однако, в отличие от скарабиаза, возбудители кантариаза попадают в тело человека будучи личинками, возбудитель же скарабиаза заползает внутрь человека будучи Имаго. Скарабиазы вызывают жуки Onthophagus, Caccobius, а кантариазы — Tenebrio, Blaps, и т. д.
Знаменитый и драматический пример кантариаза — это капитан Джон Спик, знаменитый исследователь Восточной Африки, который обнаружил озеро Виктория: «скарабей», проникший в его ухо, чуть не сделал капитана безумным от боли; он нанёс себе тяжёлые раны складным ножом, пытаясь извлечь жука.
В XVII веке Альдрованди сообщает о «родах» «скарабея» женщиной; это было без сомнения простое удаление насекомого, проникшего женщине в анальное отверстие или влагалище. К той же эпохе относится сообщения английского врача Mouffet о выходе из старой женщины большого живого чёрного жука; вероятно шла речь о Blaps и следовательно о случае кантариаза.
Liggett (1931) сообщал о специфическом носовом (ринальном) миазе у молодой девушки из-за вторжения личинки Attagenus piccus Oliv (чёрный жук ковра, сем. Dermestidae).
См. также Колеоптерозы, Скарабиаз.